# Aridelus niger
Aridelus niger är en stekelart som först beskrevs av Papp 1974.  Aridelus niger ingår i släktet Aridelus och familjen bracksteklar. Inga underarter finns listade.